# آپاچی ساب‌ورژن
شرح SVN:
آپاچی سابورژن (به انگلیسی: Apache Subversion) (که معمولاً به صورت مخفف svn نوشته می‌شود) یک نرم‌افزار نسخه‌بندی و سورس کنترل است که به صورت یک نرم‌افزار آزاد عرضه می‌شود. توسعه این نرم‌افزار در سال ۲۰۰۰ توسط شرکت کلاب‌نت آغاز شد. توسعه‌دهندگان از سابورژن برای مدیریت و نگه‌داری نسخه‌های جاری و تاریخی کدهای منبع، صفحات وب، مستندات و … استفاده می‌کنند.
جامعه نرم‌افزارهای آزاد و بازمتن به صورت گسترده‌ای از سابورژن استفاده می‌کند. پروژه‌هایی مانند بنیاد نرم‌افزار آپاچی، پروژه فری‌بی‌اس‌دی، جی‌سی‌سی، مونو و سورس‌فورج. گوگل کد هم برای پروژه‌های اپن سورس خود میزبانی سابورژن را فراهم کرده‌است.
همچنین شرکت‌های تجاری هم شروع به استفاده از سابورژن کرده‌اند.

## ویژگی‌ها
- کامیت‌ها (به انگلیسی: commit) به صورت اتمی هستند. یعنی یا همگی آن‌ها به صورت کامل اعمال می‌شوند یا هیچ‌کدام اعمال نمی‌شوند.
- فایل‌های حذف شده/تغییر نام یافته/ کپی شده/انتقال داده شده هم در تاریخچه حفظ می‌شوند.
- سیستم برای دایرکتوری‌ها، متادیتاها، تغییرنام فایل‌ها، لینک‌های نرم و … را هم نسخه بندی می‌کند.
- پشتیبانی بومی از فایل‌های باینری
- شاخه‌بندی کد منبع یک عملیات ساده و ارزان است.
- و …